# Заједно (Србија)
Заједно је била политичка странка у Србији.
Основана је 11. јуна 2022. спајањем странака Заједно за Србију, Еколошки устанак и Скупштина слободне Србије. Оснивачи и првобитни копредседници странке били су Биљана Стојковић, Небојша Зеленовић и Александар Јовановић Ћута. Поменуте странке су биле чланице коалиције Морамо која је учествовала на априлским општим изборима 2022. Током 2023. странка је била једна од покретача антивладиних протеста, који су се одржавали између маја и новембра. Јовановић је заједно с осталим члановима Еколошког устанка напустио Заједно у септембру 2023. Заједно је била једна од странака која је чинила коалицију Србија против насиља на парламентарним изборима 2023. Иако је коалиција освојила 65 мандата у Народној скупштини, Заједно није стекла заступљеност у парламенту. Странка је престала да постоји 27. децембра 2024. пошто се ујединила с Демократском странком.
Заједно је била једна од опозиционих партија у Србији. Идеолошки је припадала левици. Чланови странке су истицали да се залажу за поштовање права радника, социјалну правду, заштиту животне средине и демократске вредности. Странка је такође подржавала приступање Србије Европској унији и залагала се за увођење санкција Русији као одговор на војну инвазију Руске Федерације на Украјину. Странка је сарађивала с Европском зеленом партијом.

## Историја
После општих избора 2022. Александар Јовановић Ћута и Небојша Зеленовић, који су у то време били вође Еколошког устанка и Заједно за Србију, најавили су да ће у јуну одржати оснивачку скупштину о оснивању заједничке политичке странке. Непосредно пре одржавања оснивачке скупштине, Зеленовић је изјавио да ће ту странку чинити три вође и да ће њени одборници у Скупштини града Београда утицати на рад странке. Зеленовић је такође навео да ће Биљана Стојковић, Ћута и он бити вође.
Њени представници су претходно потписали заједничку декларацију о спајању непосредно пре конгреса Европске зелене странке у Риги, који је одржан између 3. и 5. јуна, на којем су учествовали. На оснивачкој скупштини 11. јуна представници странке су најавили своје политичке амбиције. Зеленовић је најавио и да ће коалиција Морамо, чији је део, негде током јуна започети „зелену кампању”. Кампања под називом „Зелени талас” почела је 23. јуна. Странка је 20. јуна саопштила да ће организовати протесте ако се конститутивна седница Народне скупштине не одржи пре 1. јула.
Партија Заједно се званично ујединила с Демократском странком 27. децембра 2024. чиме је престала да постоји.

## Идеологија
Странка се у најави оснивачке скупштине дефинисала као зелено-левичарска организација која ће инсистирати на радничким правима и социјалној правди. Такође је изразила подршку заштити животне средине, енергетској транзицији и непосредној демократији.

## Вође
| Бр. | Бр.               | Председник                | Рођење—смрт        | Почетак мандата | Завршетак мандата  |
| --- | ----------------- | ------------------------- | ------------------ | --------------- | ------------------ |
| 1.  |                   | Александар Јовановић Ћута | 1966—              | 11. јун 2022.   | 6. септембар 2023. |
| 1.  | Биљана Стојковић  | 1972—                     | 27. децембар 2024. | 11. јун 2022.   |                    |
| 1.  | Небојша Зеленовић | 1975—                     | 27. децембар 2024. | 11. јун 2022.   |                    |

## Резултати на изборима

### Парламентарни избори
| Година | Вођа              | Гласови | % од важећих | Бр. | Мандати | Промена | Коалиција | Статус        | Реф.   |
| ------ | ----------------- | ------- | ------------ | --- | ------- | ------- | --------- | ------------- | ------ |
| 2023.  | Небојша Зеленовић | 902.450 | 24,32%       | 2.  | 0 / 250 | 5       | СПН       | без посланика | [ 12 ] |

### Покрајински избори
| Година | Вођа              | Гласови | % од важећих | Бр. | Мандати | Промена | Коалиција | Статус    | Реф.   |
| ------ | ----------------- | ------- | ------------ | --- | ------- | ------- | --------- | --------- | ------ |
| 2023.  | Небојша Зеленовић | 466.035 | 22,55%       | 2.  | 2 / 250 | 2       | СПН       | опозиција | [ 13 ] |

### Избори за одборнике Скупштине града Београда
| Година | Вођа              | Гласови       | % од важећих  | Бр.           | Мандати | Промена | Коалиција | Статус          | Реф.   |
| ------ | ----------------- | ------------- | ------------- | ------------- | ------- | ------- | --------- | --------------- | ------ |
| 2023.  | Ђорђе Микетић     | 352.429       | 35,39%        | 2.            | 2 / 250 | 2       | СПН       | ванредни избори | [ 14 ] |
| 2024.  | Небојша Зеленовић | бојкот избора | бојкот избора | бојкот избора | 0 / 250 | 2       | —         | без посланика   |        |